# Expedition 57

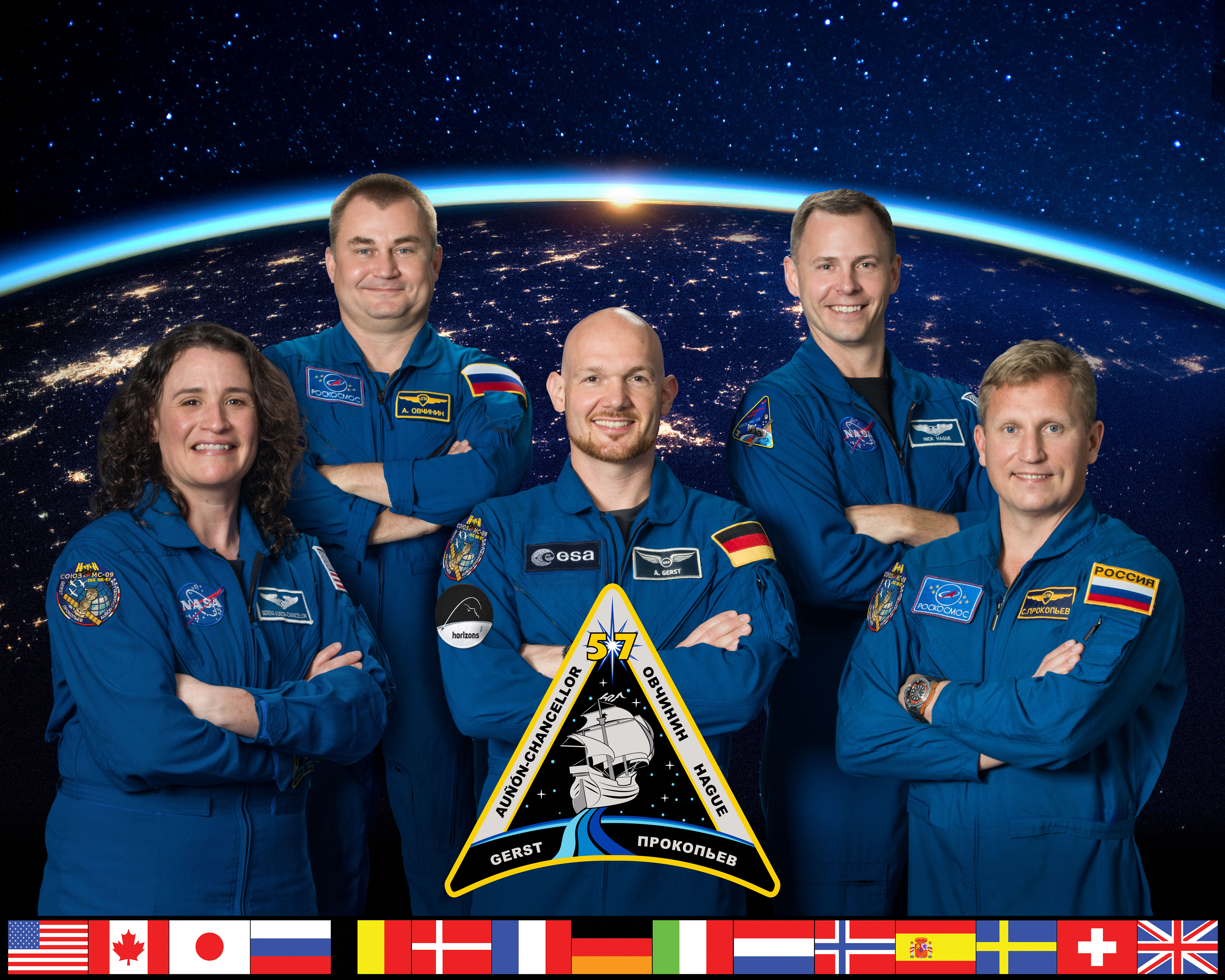
Expedition 57 besättning.

Expedition 57 är den 57:e expeditionen till Internationella rymdstationen (ISS). Expeditionen började den 4 oktober 2018 då delar av Expedition 56s besättning återvände till jorden med Sojuz MS-08.
Oleg Kononenko, Anne McClain och David Saint-Jacques anlände till stationen med Sojuz MS-11 den 3 december.
Expeditionen avslutades den 20 december 2018, då Alexander Gerst, Serena Auñón-Chancellor och Sergey Prokopyev återvände till jorden med Sojuz MS-09.

## Aleksej Ovtjinin och Nick Hague
Den 11 oktober 2018 skulle besättningen utökats med Aleksej Ovtjinin och Nick Hague. Men då den raket som sköt upp dem och deras Sojuz MS-10, fick problem, avbröts uppskjutningen automatiskt.

## Följder för Expedition 57
För att inte lämna rymdstationen obemannad under några veckor mellan Expedition 57 och Expedition 58 förlängdes Expedition 57 till slutet av december.

## Besättning
| Position       | Första delen (4 oktober - 3 december 2018)           | Andra delen (3 december - 20 december 2018)          |
| -------------- | ---------------------------------------------------- | ---------------------------------------------------- |
| Befälhavare    | Alexander Gerst, ESA Hans andra rymdfärd             | Alexander Gerst, ESA Hans andra rymdfärd             |
| Flygingenjör 1 | Serena Auñón-Chancellor, NASA Hennes första rymdfärd | Serena Auñón-Chancellor, NASA Hennes första rymdfärd |
| Flygingenjör 2 | Sergey Prokopyev, RSA Hans första rymdfärd           | Sergey Prokopyev, RSA Hans första rymdfärd           |
| Flygingenjör 3 |                                                      | Oleg Kononenko, RSA Hans fjärde rymdfärd             |
| Flygingenjör 4 |                                                      | Anne McClain, NASA Hennes första rymdfärd            |
| Flygingenjör 5 |                                                      | David Saint-Jacques, CSA Hans första rymdfärd        |